# Горонович Василь Якович
Василь Якович Гороно́вич (нар. друга половина XIX століття — пом. початок XX століття) — український живописець-пейзажист.

## Біографія
Народився в другій половині XIX століття в Борзнянському повіті Чернігівської губернії Російської імперії. У середині 1870-х років навчався у Київській рисувальній школі, згодом у Петербурзькій академії мистецтв, де отримав у 1877 році право на викладання рисування в середніх навчальних закладах. 1882 року відзначений срібною медаллю за пейзаж «Хутір після дощу». 1885 року нагороджений першою премією Товариства заохочування мистецтв за пейзажну композицію «Береги Лисогору».
Жив в Одесі. Викладав у середніх навчальних закладах Полтавської губернії. Помер на початку XX століття.

## Творчість
Серед робіт:
- «Хутір після дощу» (1882);
- «Береги Лисогору» (1885);
- «Річка Десна» (1880-ті);
- «Дідова хата» (1880-ті);
- «Млин увечері» (1880-ті);
- «Ранок» (1880-ті);
- «Вид з гори опівдні» (1880-ті);
- «Біля моря» (1880-ті);
- «Кримський краєвид» (1880-ті);

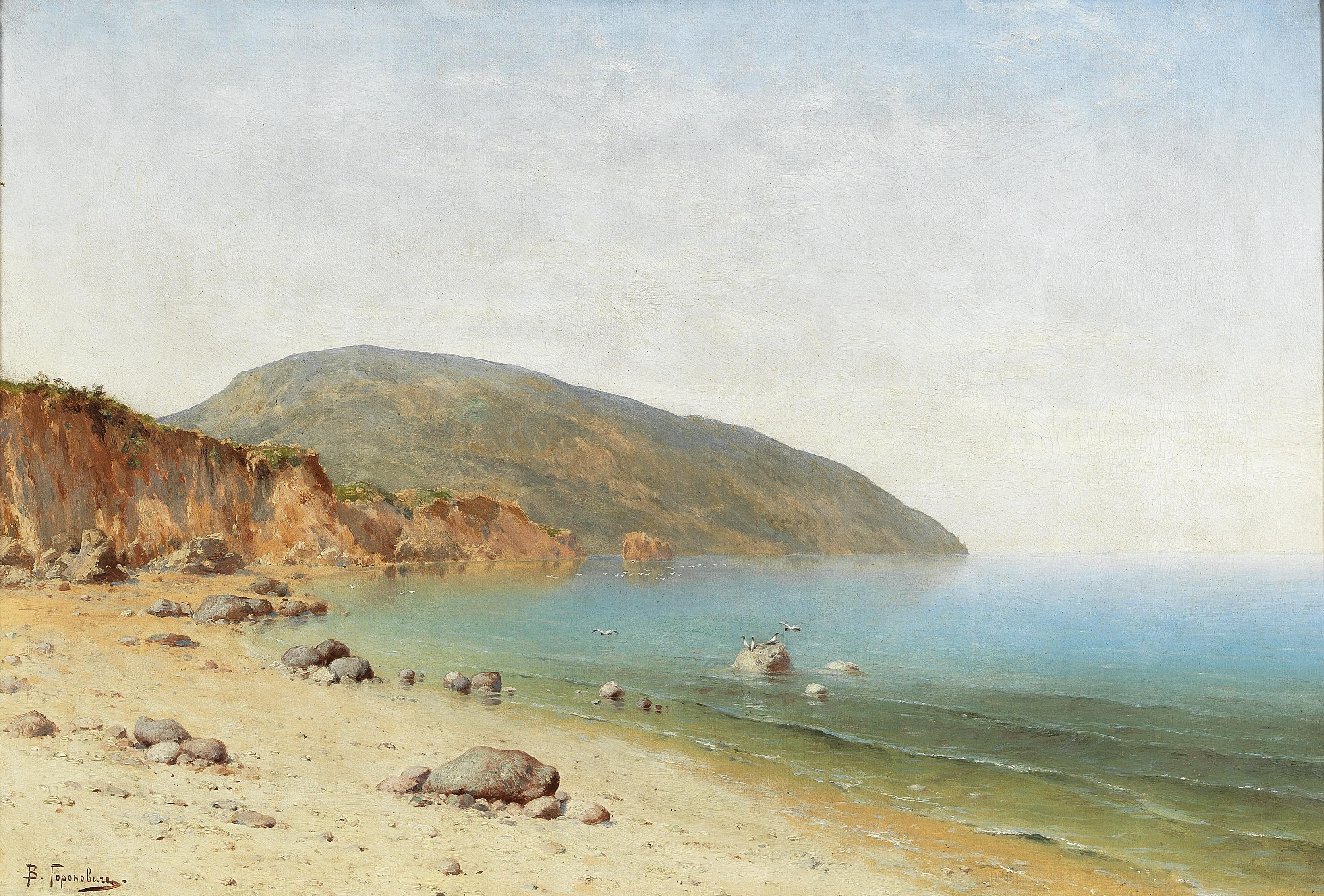
«Вид на гору Аюдаг в Криму»

- «Останній промінь» («Початок зими») (1890-ті);
- «Після дощу» (1890-ті).

З 1882 року брав участь у виставках, зокрема в залах Петербурзької академії мистецтв у 1883 році, Товариства південноросійських художників у 1887 році, Товариства заохочування мистецтв, Одеського літературно-артистичного товариства у 1898 році, а також на другій виставці картин і скульптури у 1897 році, четвертій виставці картин у 1902 році в Одесі. 1887 року відбулася його персональна виставка в Одесі.